# حقوق اسکاتلند
حقوق اسکاتلند 

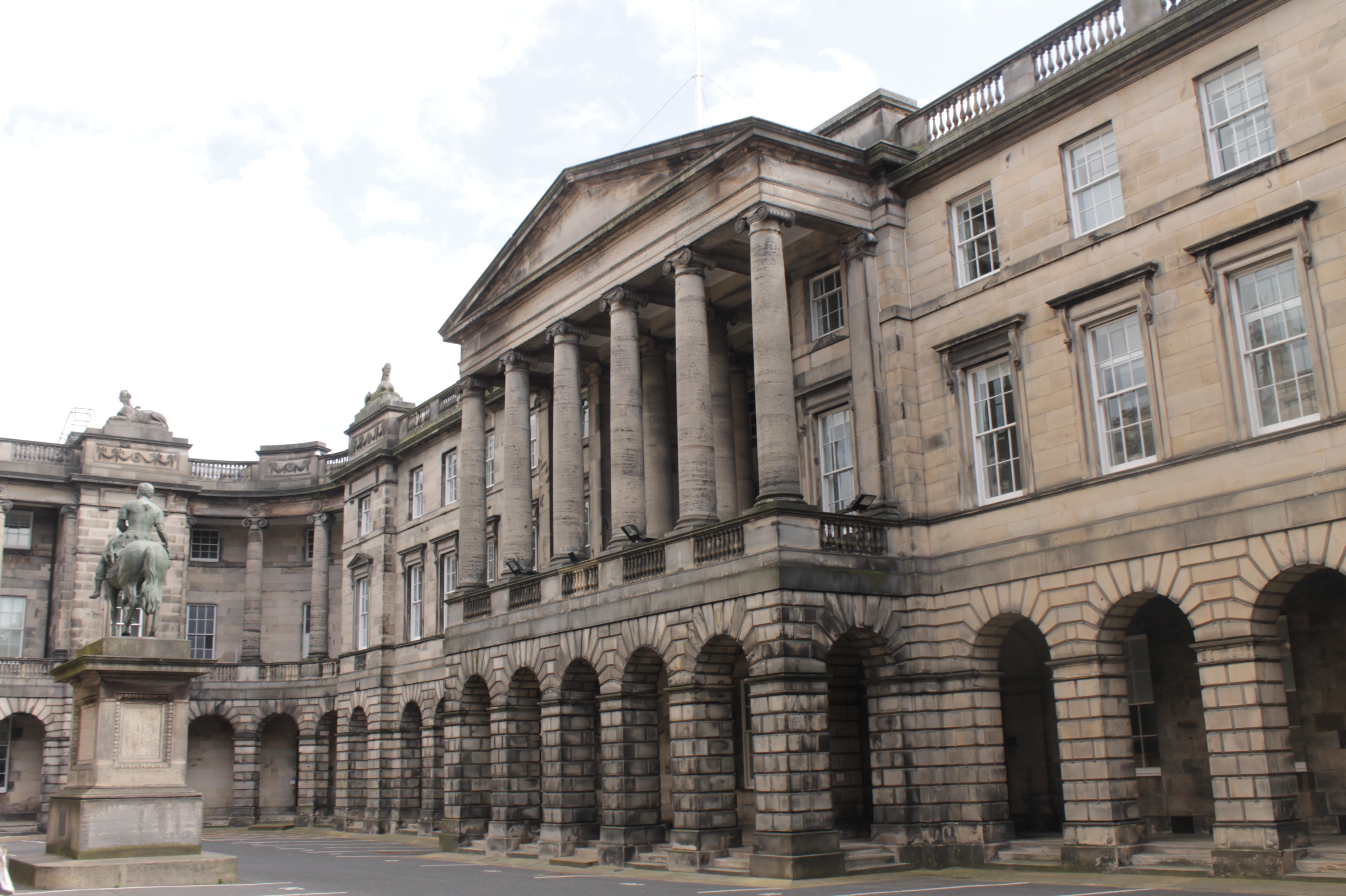
ساختمان مجلس در اولد تاون، ادینبرو محل استقرار دیوان عالی اسکاتلند است.

(به گیلی اسکاتلندی: Lagh na h-Alba) نظام حقوقی در اسکاتلند است. این یک نظام حقوقی ترکیبی است که شامل عناصر قانون مدنی و قانون عرفی است که ریشه‌هایش به شماری از منابع مختلف تاریخی می‌رسند. این نظام حقوقی به همراه حقوق انگلستان و حقوق ایرلند شمالی، یکی از سه نظام حقوقی بریتانیا است. حقوق اسکاتلند چهار منبع حقوق را به رسمیت می شناسد: قانون‌گذاری، رویه قضایی، نوشتارهای آکادمیک ویژه و عرف. قانون‌گذاری در اسکاتلند در همهٔ زمینه‌های واگذارشده تماماً برعهدهٔ مجلس اسکاتلند است، در حالی که مجلس بریتانیا در زمینه‌های محدودی قانون تصویب می‌کند. برخی قوانین تصویب شده توسط مجلس پادشاهی اسکاتلند پیش از ۱۷۰۷ نیز هنوز معتبر است.
قوانین نخستین اسکاتلند پیش از سدهٔ دوازدهم، شامل سنت‌های حقوقی متفاوت گروه‌های فرهنگی گوناگونی بود، که آن هنگام در این کشور ساکن بودند: گیل‌ها در بیشتر نقاط کشور، بریتون‌ها و آنگلوساکسون‌ها در برخی از مناطق جنوب رود فورث و نورس در جزایر و شمال رود اویکل زندگی می‌کردند. ورود ارباب‌رعیتی از سدهٔ دوازدهم و گسترش پادشاهی اسکاتلند، ریشه‌های نوین حقوق اسکاتلند را ایجاد کرد که به تدریج از سنت‌های حقوقی دیگر، به ویژه آنگلو-نورمن و قانون مدنی تأثیر پذیرفت. اگرچه برخی از قوانین روم غیرمستقیم بر حقوق اسکاتلند تأثیر داشت، تأثیر مستقیم حقوق روم تا حدود سدهٔ پانزدهم اندک بود. پس از این زمان، اغلب اقتباسی از حقوق روم در دادگاه‌ها به کار می‌رفت؛ در این نظام حقوقی هیچ قانون بومی از اسکاتلند برای حل و فصل اختلاف تصویب نشده بود و حقوق روم، به این ترتیب تا حدی به حقوق اسکاتلند تبدیل شد.
از زمان تصویب مصوبه‌های ۱۷۰۷ اتحاد انگلستان و اسکاتلند، اسکاتلند با انگلستان و ولز دارای قوهٔ مقننهٔ مشترکی است. اسکاتلند یک نظام حقوقی اساساً متفاوت از جنوب مرز آنگلو-اسکاتلندی را نگه داشت، اما مصوبهٔ اتحاد نفوذ انگلستان را بر قوانین اسکاتلند اجرایی کرد. از زمان پیوستن بریتانیا به اتحادیه اروپا، قوانین اسکاتلند نیز از قوانین اروپا تحت معاهدات اتحادیه اروپا، الزامات کنوانسیون اروپایی حقوق بشر و ایجاد مجلس اسکاتلند با قدرت‌های واگذارشده تأثیر پذیرفته است؛ مجلس می‌تواند قوانینی را در تمام حوزه‌هایی که به وست‌مینستر اختصاص ندارد تصویب کند، همانطور که در مصوبهٔ اسکاتلند ۱۹۹۸ توضیح داده شده است.
مجلس اسکاتلند مصوبهٔ خروج بریتانیا از اتحادیهٔ اروپا را دسامبر ۲۰۲۰ تصویب کرد. مصوبه ۲۹ ژانویهٔ ۲۰۲۱ توشیح ملوکانه را دریافت کرد و اجرایی شد. مصوبه اختیاراتی را برای وزرای اسکاتلند فراهم می‌کند، تا حقوق واگذارشدهٔ اسکاتلند را با قوانین آیندهٔ اتحادیهٔ اروپا هم‌تراز نگه دارند.